# Manglares de la costa de Belice
Los manglares de la costa de Belice forman una ecorregión que pertenece al bioma de los manglares, según la definición del Fondo Mundial para la Naturaleza. Se encuentra a lo largo de la costa de la bahía de Amatique en Guatemala y la costa de Belice hasta la frontera con México, y cubre una área de 2850 km².